# キャッシュパスポート (トラベレックスジャパン)
キャッシュパスポート (Cash Passport)とは、イギリス・トラベレックスの子会社 Travelex Card Servicesおよびトラベレックスジャパンならびにマスターカードのグループ企業の日本法人であるマスターカードプリペイドマネージメントサービシーズジャパン（2015年11月30日までの社名は、アクセスプリペイドジャパン）が発行する外貨建てプリペイド型外貨ATMカードである。

## 概要
2015年の社名変更以前の時点で、複数の通貨での引出・決済が可能な、マルチカレンシーキャッシュパスポートが販売されており、資金決済法の関係で、2015年12月29日以降の申込には、個人番号の提示が必要となっている。申込は、マスターカードプリペイドマネージメントサービシーズジャパンのサイト、トラベレックスジャパンの店舗あるいは、提携した地方銀行・第二地方銀行の店舗・ホームページ等で行う。
ここでは、トラベレックスの日本法人であるトラベレックスジャパンが発行していた「MasterCardキャッシュパスポート」・「MasterCard・銀聯キャッシュパスポート」・「上海トラベルカード」について記述する(有効期限到達を以て使用停止。あるいは先行してマルチカレンシーキャッシュパスポートへの切替を実施)。
また、過去にVISA Internationalとの提携によってTravelex Card Servicesによって発行され、日本ではトラベレックスジャパンによって提供されていた「ATMキャッシュパスポート」についても述べる。
VISA Internationalとの提携によってVISAトラベルマネーサービスとして、米ドル建ての「ATMキャッシュパスポート」の発行を開始した。発行時には引出用資金（最小入金額以上、入金限度額の範囲で任意設定可）および手数料（引出用資金の1%）の入金が必要である。外貨建てカードの場合、当日の所定レートで円換算された額を入金する。残額が無くなったら、引出用資金と手数料を再入金することによって再び使用することが出来る。有効期限は発行から3年間だが、最終利用日から1年間利用のない場合は手数料が加算される。シティバンク銀行発行のワールドキャッシュ同様、有効期限到来時の自動更新はない。なお、シティグループによるVISAトラベルマネー（現在はサービス終了）とは利用手数料などが異なる。また、VISA Electronとしての利用も出来ない。
2008年5月12日から、日本円建てのカードの発行を開始している。こちらについては、合衆国以外の利用を想定したものとなっており、合衆国での利用については、従来からの米ドル建てのカードの利用を推奨している。国をまたぐ場合は、両方の所持を推奨している。
さらに、2009年3月19日より、ユーロ・英ポンド・豪ドル建てのカードの発行が開始された。また、銀聯でのデビット機能にも対応する中国元（人民圓）建てのカード・「銀聯キャッシュパスポート」のラインナップも追加となった。
なお、ユーロ・英ポンド・豪ドル建てのカード発行開始にともない、これらの発行開始日より、従来からの米ドル・日本円建ての引出手数料がそれぞれ、2.5ドルから1.5ドル、250円から150円に、為替手数料については、VISAのレートに加算される率が、いずれも5.0%から4.0%に引き下げられる。
2010年4月1日、新たに施行された資金決済法に対応するカードとして、トラベレックスジャパンが発行主体となる「MasterCardキャッシュパスポート」の発行が開始された。ATMでの現地通貨引き出しのほかに、従来利用できなかったクレジットカード加盟店での利用が可能になった。同法律の施行に伴い2010年3月31日をもって、トラベレックスジャパンの発行ではなかった「ATMキャッシュパスポート」は、新規発行とカードへの入金サービスが停止された。

## 手数料・限度額
為替レートについては、日本円建てカード、銀聯キャッシュパスポートの場合、MasterCard International、または中国銀聯が設定するレートに4%加算されたものが適用される。外貨建てカードの場合、カードの通貨と同一通貨で決済した場合は入金時の為替レートで決まり決済時は為替手数料は発生しないが、カードの通貨以外の通貨で決済を行った場合は5.5%となる。かつて発行されていた「ATMキャッシュパスポート」の場合、VISA INTERNATIONALが設定するレートに4%加算されたものが適用されていた。以下は、現在発行されている「MasterCard・銀聯キャッシュパスポート」のものである。
キャッシュパスポートへの再入金は、三井住友銀行の口座への振り込みか店頭で行える。日本時間の平日15時までの口座振り込みは、21時まで反映されるように手配している。

### 米ドル建てカード（MasterCard）
手数料
- 初回入金・再入金 - 入金額の1%（振込での入金の場合は、加えて振込手数料）
- 引出手数料 - 2ドル
- カード管理料 - 1.5ドル/月（1年間利用のない場合）
- 残高精算 - 500円

限度額
- カード入金・再入金の最小限度額 - 100ドル
- カード入金・再入金の最大限度額（=最大カード残高） - 100万円相当
- 一日あたりの引出限度額 - 1,500ドル
- 一日あたりの利用限度額 - 9,500ドル
- 12ヶ月間に入金可能な金額 - 62,500ドル
- 有効期限 - カード発効日より最長5年間
- カード提供枚数（=最大所有枚数） - スペアカードを含め2枚まで

### ユーロ建てカード（MasterCard）
手数料
- 初回入金・再入金 - 入金額の1%（振込での入金の場合は、加えて振込手数料）
- 引出手数料 - 1.75ユーロ
- カード管理料 - 1ユーロ/月（1年間利用のない場合）
- 残高精算 - 500円

限度額
- カード入金・再入金の最小限度額 - 100ユーロ
- カード入金・再入金の最大限度額（=最大カード残高） - 100万円相当
- 一日あたりの引出限度額 - 1,000ユーロ
- 一日あたりの利用限度額 - 7,200ユーロ
- 12ヶ月間に入金可能な金額 - 47,500ユーロ
- 有効期限 - カード発効日より最長5年間
- カード提供枚数（＝最大所有枚数） - スペアカードを含め2枚まで

### 英ポンド建てカード（MasterCard）
手数料
- 初回入金・再入金 - 入金額の1%（振込での入金の場合は、加えて振込手数料）
- 引出手数料 - 1.5英ポンド
- カード管理料 - 1英ポンド/月（1年間利用のない場合）
- 残高精算 - 500円

限度額
- カード入金・再入金の最小限度額 - 100英ポンド
- カード入金・再入金の最大限度額（=最大カード残高） - 100万円相当
- 一日あたりの引出限度額 - 1,000英ポンド
- 一日あたりの利用限度額 - 5,800英ポンド
- 12ヶ月間に入金可能な金額 - 40,000英ポンド
- 有効期限 - カード発効日より最長5年間
- カード提供枚数（=最大所有枚数） - スペアカードを含め2枚まで

### 豪ドル建てカード（MasterCard）
手数料
- 初回入金・再入金 - 入金額の1%（振込での入金の場合は、加えて振込手数料）
- 引出手数料 - 2.5豪ドル
- カード管理料 - 2豪ドル（1年間利用のない場合）
- 残高精算 - 500円

限度額
- カード入金・再入金の最小限度額 - 100豪ドル
- カード入金・再入金の最大限度額（=最大カード残高） - 100万円相当
- 一日あたりの引出限度額 - 1,500豪ドル
- 一日あたりの利用限度額 - 9,500豪ドル
- 12ヶ月間に入金可能な金額 - 60,000豪ドル
- 有効期限 - カード発効日より最長5年間
- カード提供枚数（=最大所有枚数） - スペアカードを含め2枚まで

### 日本円建てカード（MasterCard）
手数料
- 初回入金・再入金 - 入金額の1%（振込での入金の場合は、加えて振込手数料）
- 引出手数料 - 200円
- 為替手数料 - 4.0%
- カード管理料 - 150円/月（1年間利用のない場合）
- 残高精算 - 500円

限度額
- カード入金・再入金の最小限度額 - 1万円
- カード入金・再入金の最大限度額（=最大カード残高） - 100万円
- 一日あたりの引出限度額 - 15万円
- 一日あたりの利用限度額 - 85万円
- 12ヶ月間に入金可能な金額 - 500万円
- 有効期限 - カード発効日より最長5年間
- カード提供枚数（=最大所有枚数） - スペアカードを含め2枚まで

### 銀聯キャッシュパスポート（日本円建て）
本カードは、2016年1月31日を以て有効期限に関わらず使用停止となったため、既存の利用者は、入金額の払い戻し手続きか、現行のマルチカレンシーキャッシュパスポートへ(ただし、中国圓建ての決済はできないので、日本円からの為替決済となる)の切り替えが必要となっている。

手数料
- 初回入金・再入金 - 入金額の1%（振込での入金の場合は、加えて振込手数料）
- 引出手数料 - 150円
- 為替手数料 - 4.0%
- カード管理料 - 100円/月（1年間利用のない場合）
- 残高精算 - 500円

限度額
- カード入金・再入金の最小限度額 - 1万円
- カード入金・再入金の最大限度額（=最大カード残高） - 100万円
- 一日あたりの引出限度額 - 15万円
- 一日あたりの利用限度額 - 85万円
- 12ヶ月間に入金可能な金額 - 500万円
- 有効期限 - カード発効日より3年間
- カード提供枚数（=最大所有枚数） - スペアカードを含め2枚まで